# وسيط لغوي
يشتمل مفهوم الوسيط اللغوي (بالإسبانية: Mediador lingüístico)‏ على كل من المُترجم التحريري والمُترجم الفوري.